# Sergio Toppi
Sergio Toppi (11. listopada 1932. – 21. kolovoza 2012.) bio je talijanski ilustrator i autor stripova.

## Karijera
Toppi je debitirao u svijetu ilustracija radeći za renomiranog talijanskog izdavača UTET i surađujući u nekoliko reklamnih kampanja.
Godine 1966. završio je svoj prvi strip za Il Corriere dei Piccoli ("Dječji glasnik"), koji je napisao Carlo Triberti. Lik je bio Mago Zurlì ("Čarobnjak Zurli"). Toppi je za isti časopis proizveo brojne ratne priče.
Nakon toga Toppi je uglavnom radio za naslove s jednim snimkom, s izuzetkom ekscentrične Collezioniste ("Kolekcionara") iz 1984. Producirao je avanturističke / povijesne naslove za CEPIM- ov Un uomo un'avventura i, za francuskog izdavača Larrousse, neke epizode Histoire de France en bandes dessinées i La Découverte du Monde. Kasnije je surađivao s Il Corriere dei Ragazzi ("Dječačke novine") i Messaggero dei Ragazzi, s povijesno postavljenim pričama.
Toppijeva su se djela pojavila u mnoštvu časopisa u Italiji i inozemstvu: talijanski časopisi i stripovi Linus, Corto Maltese, narednik Kirk i Il Giornalino i drugi. Njegovi su stripovi kompilirani u nekoliko knjiga. Posljednji je put radio s francuskim izdavačem Mosquito, s kojim je od 1994. godine napravio 22 knjige.
Među umjetnicima na koje je Toppi utjecao je ilustrator Adi Granov.

## Vanjske poveznice
- (talijanski) Potpuna kronologija djela Sergia Toppija
- Biografija sa slikama